# Verrucoentomon shirampa
Verrucoentomon shirampa är en urinsektsart som först beskrevs av Imadaté 1964.  Verrucoentomon shirampa ingår i släktet Verrucoentomon och familjen lönntrevfotingar. Inga underarter finns listade i Catalogue of Life.